# Kelemen-havasok
A Kelemen-havasok (románul: Munții Călimani) a Keleti-Kárpátok legmagasabb vulkáni hegysége. Maros megye, Hargita megye, Suceava megye és Beszterce-Naszód megye területén helyezkedik el, a Maros völgye és a Dornai-medence között. Több hegycsúcs tengerszint feletti magassága meghaladja a 2000 métert.

## Földrajz
A Kelemen-havasok kelet-nyugati irányú vonulat, a Kelemen-Görgény-Hargita vulkáni vonulatának része. Ez a hegység hordozza Maros megye és Hargita megye legmagasabb pontját (Pietrosz 2102 m ill. Kelemen-forrás-csúcs 2032 m). A hegység gerincétől nem messze halad Hargita, Maros és Suceava megye határa. A Kelemen-havasok lábánál található a Maroshévízi-, a Borszéki- és a Bélbori-medence. Ezekben a medencékben a vulkáni utóműködések részeként termálvizek és borvízforrások törnek a felszínre.

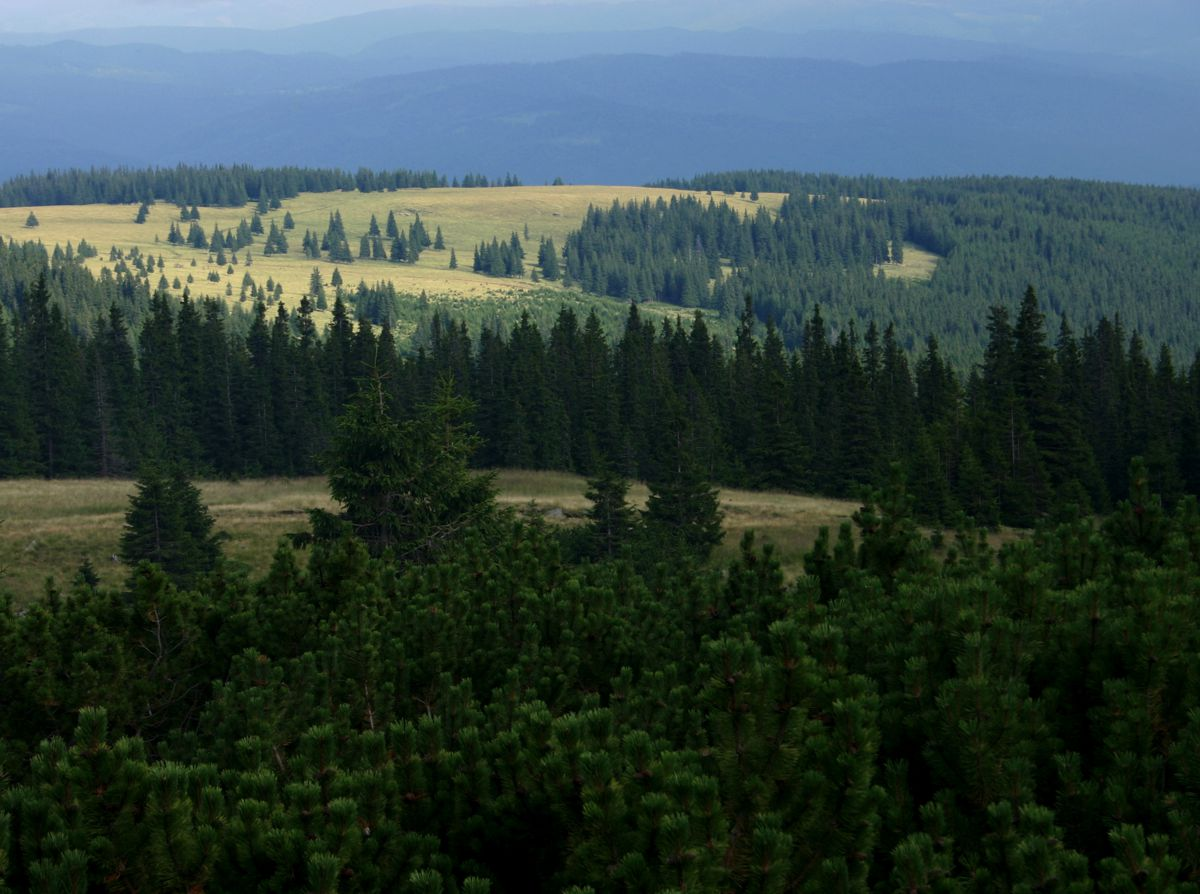
Táj a Kelemen-havasokban